# Sylwester Dziki
Sylwester Dziki (ur. 24 maja 1932 w Trzebini, zm. 12 września 2015 w Krakowie) – polski prasoznawca, historyk prasy.

## Życiorys
W 1957 ukończył polonistykę na Uniwersytecie Jagiellońskim (magisterium na seminarium prof. Stanisława Pigonia). Współpracę dziennikarską z krakowskim „Dziennikiem Polskim” nawiązał jeszcze w czasach gimnazjalnych, a etatowo pracował w redakcji w 1955–1964. W 1956 rozpoczął współpracę z Ośrodkiem Badań Prasoznawczych RSW „Prasa-Książka-Ruch” (od 1991 OBP jest w Uniwersytecie Jagiellońskim częścią Instytutu Dziennikarstwa i Komunikacji Społecznej) i jego organami prasowymi „Prasą Współczesną i Dawną” i „Zeszytami Prasoznawczymi” (artykuły, recenzje, przeglądy, kalendaria). W latach 1964–1998 pracował w OBP w Pracowni Dokumentacji i Informacji Prasowej. W 1988 na podstawie rozprawy Warsztat dokumentacyjny prasoznawcy. Problemy teoretyczno–metodologiczne, tradycje, stan, postulaty uzyskał na Wydziale Humanistycznym Wyższej Szkoły Pedagogicznej w Krakowie tytuł doktora (promotor prof. Jerzy Jarowiecki). Był wykładowcą w Podyplomowym Studium Dziennikarskim UJ, w Instytucie Nauk Politycznych UJ, Studium Dziennikarskim WSP i Instytucie Bibliotekoznawstwa i Dokumentacji Naukowej WSP w Krakowie. Należał do komitetu redakcyjnego Encyklopedii wiedzy o prasie (Wrocław 1976) i Międzynarodowej Komisji Koordynacyjnej ds. Wymiany Informacji Prasoznawczej.

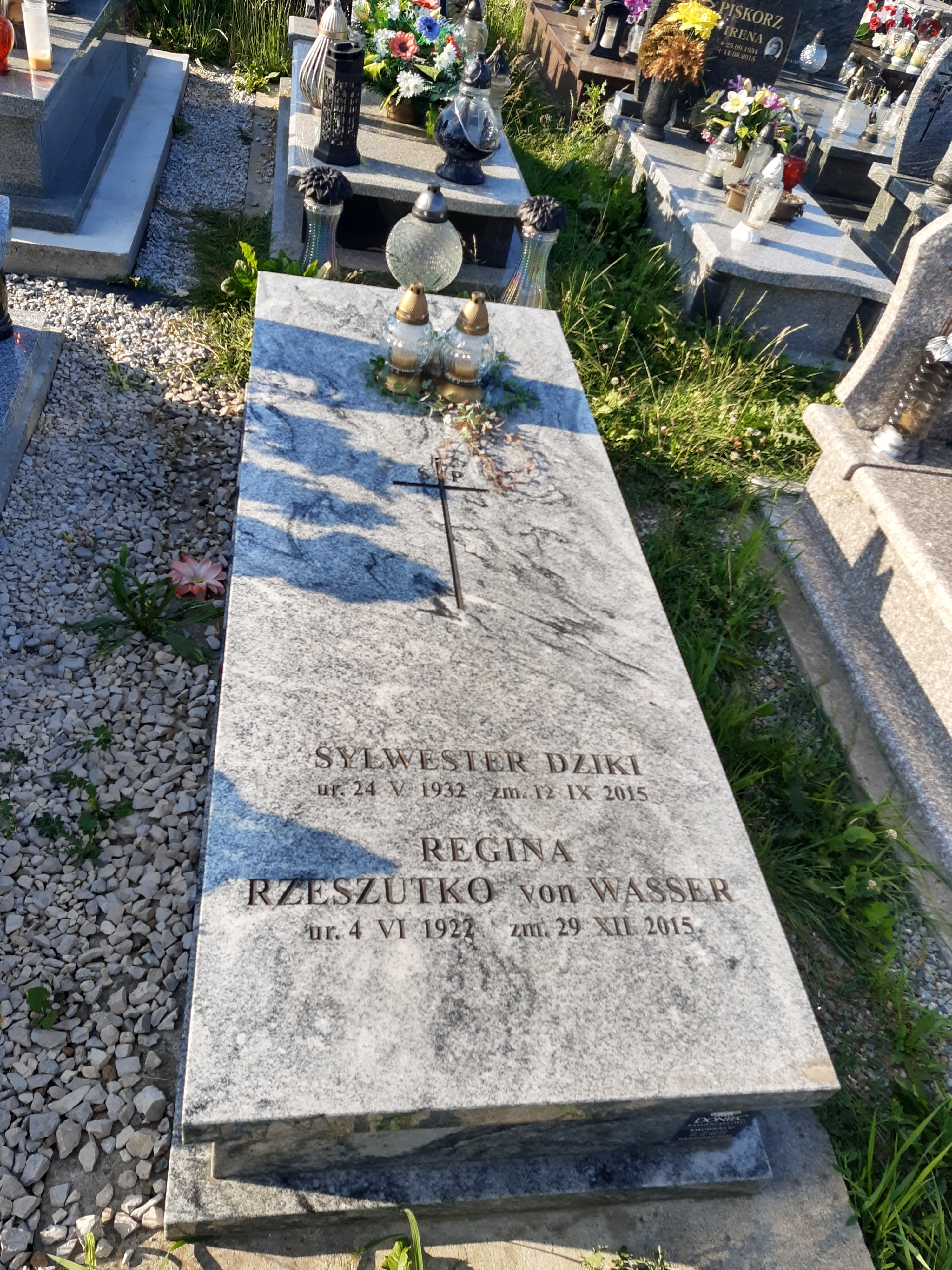
grób dra Sylwestra Dzikiego na Cmentarzu Prądnik Czerwony

Został pochowany na cmentarzu Prądnik Czerwony w Krakowie (kwatera CCCXIX, rząd 6, miejsce 8).

## Publikacje
- Formy i metody informacji o książce w prasie (Warszawa 1972),
- Muzyka w polskich czasopismach literackich i społecznych 1931–1965 (Kraków 1973),
- Zeszyty Prasoznawcze: bibliografia 1957–1979 (Kraków 1981),
- Warsztat dokumentacyjny prasoznawcy (Kraków 1982),
- Wstęp do typologii współczesnej prasy polskiej (Kraków 1989).

Opracował do druku pozostające w maszynopisie Szkice z dziejów prasy światowej prof. Władysława Wolerta (Kraków 2005). Artykuły publikował w również m.in. w „Kwartalniku Historii Prasy Polskiej”, „Życiu Literackim”, „Piśmie Literacko–Artystycznym”, „Le Journaliste Democratique”, „Publizistik”, „Otázky žurnalistiky”. Jako redaktor i współautor opracował m.in. Polską bibliografię adnotowaną wiedzy o środkach masowego komunikowania (23 tomy za lata 1965–1987), Katalog Prasy Polskiej (roczniki 1991/1992–1994), Katalog Mediów Polskich (roczniki 1995–1998), Mass Communication Research. Current Documentation (roczniki 1972–1985) World Directory of Mass Communications Periodicals (1980), World Directory of Mass Communication Researchers (1984, 1990). Wielokrotnie nagradzany i odznaczany, otrzymał m.in. srebrny i złoty Krzyż Zasługi, nagrody Prezesa RSW, Ministra Nauki i Szkolnictwa Wyższego II stopnia (zespołowa).